# Campeonato Mundial de Natação em Piscina Curta de 2016 - 100 m costas feminino
A prova dos 100 metros nado costas feminino do Campeonato Mundial de Natação em Piscina Curta de 2016 foi disputado entre 6 e 7 de dezembro no Centro WFCU em Windsor, Canadá.

## Recordes
Antes desta competição, os recordes mundiais e do campeonato nesta prova eram os seguintes:
|                       | Nome           | Nacionalidade | Tempo | Local | Data                  |
| --------------------- | -------------- | ------------- | ----- | ----- | --------------------- |
| Recorde mundial       | Katinka Hosszú | Hungria       | 55.03 | Doha  | 4 de dezembro de 2014 |
| Recorde do campeonato | Katinka Hosszú | Hungria       | 55.03 | Doha  | 4 de dezembro de 2014 |

## Medalhistas
| Ouro                 | Prata             | Bronze               |
| Katinka Hosszú (HUN) | Kylie Masse (CAN) | Georgia Davies (GBR) |

## Resultados

### Eliminatórias
As eliminatórias ocorreram dia 6 de dezembro com um total de 73 nadadores.  
| Colocação | Bateria | Raia | Nome                    | Nacionalidade            | Tempo     | Notas            |
| --------- | ------- | ---- | ----------------------- | ------------------------ | --------- | ---------------- |
| 1.        | 7       | 5    | Kylie Masse             | Canadá                   | 56,02     | Q,               |
| 2.        | 8       | 4    | Katinka Hosszú          | Hungria                  | 56,16     | Q                |
| 3.        | 6       | 1    | Alexandra DeLoof        | Estados Unidos           | 56,40     | Q                |
| 4.        | 8       | 5    | Emily Seebohm           | Austrália                | 56,60     | Q                |
| 5.        | 6       | 5    | Georgia Davies          | Reino Unido              | 56,99     | Q                |
| 6.        | 8       | 1    | Kathleen Dawson         | Reino Unido              | 57,17     | Q                |
| 7.        | 7       | 4    | Mie Nielsen             | Dinamarca                | 57,36     | Q                |
| 8.        | 6       | 4    | Daryna Zewina           | Ucrânia                  | 57,41     | Q                |
| 9.        | 5       | 3    | Hellen Moffitt          | Estados Unidos           | 57,43     | Q                |
| 10.       | 7       | 7    | Kira Toussaint          | Países Baixos            | 57,50     | Q                |
| 11.       | 8       | 3    | Minna Atherton          | Austrália                | 57,63     | Q                |
| 12.       | 6       | 3    | Emi Moronuki            | Japão                    | 57,74     | Q                |
| 13.       | 7       | 3    | Simona Baumrtová        | Chéquia                  | 57,79     | Q                |
| 14.       | 6       | 7    | Andrea Berrino          | Argentina                | 57,88     | Q,               |
| 15.       | 6       | 6    | Chen Jie                | China                    | 57,90     | Q                |
| 16.       | 8       | 6    | Sayaka Akase            | Japão                    | 58,08     | Q                |
| 17.       | 8       | 7    | Marija Kamieniewa       | Rússia                   | 58,09     |                  |
| 18.       | 7       | 0    | Hilary Caldwell         | Canadá                   | 58,16     |                  |
| 19.       | 5       | 4    | Isabella Arcila Hurtado | Colômbia                 | 58,30     | Recorde nacional |
| 20.       | 7       | 6    | Eygló Gústafsdóttir     | Islândia                 | 58,49     |                  |
| 21.       | 6       | 2    | Silvia Scalia           | Itália                   | 58,52     |                  |
| 22.       | 7       | 1    | Wang Xueer              | China                    | 58,53     |                  |
| 23.       | 8       | 2    | Darja Ustinowa          | Rússia                   | 58,67     |                  |
| 24.       | 7       | 2    | Maaike de Waard         | Países Baixos            | 58,78     |                  |
| 25.       | 8       | 0    | Mariella Venter         | África do Sul            | 59,66     |                  |
| 26.       | 6       | 8    | Hanna Rosvall           | Suécia                   | 59,71     |                  |
| 27.       | 4       | 3    | Ugnė Mažutaitytė        | Lituânia                 | 59,76     |                  |
| 27.       | 8       | 9    | Caroline Pilhatsch      | Áustria                  | 59,76     |                  |
| 29.       | 7       | 8    | Ida Lindborg            | Suécia                   | 59,77     |                  |
| 30.       | 6       | 0    | Sarah Bro               | Dinamarca                | 59,88     |                  |
| 31.       | 5       | 5    | Matea Samardžić         | Croácia                  | 59,90     |                  |
| 32.       | 6       | 9    | Karin Tomečková         | Eslováquia               | 1:00,25   |                  |
| 33.       | 8       | 8    | Mathilde Cini           | França                   | 1:00,27   |                  |
| 34.       | 5       | 7    | Wong Toto Kwan To       | Hong Kong                | 1:00,36   |                  |
| 35.       | 5       | 2    | Kristina Steina         | Letônia                  | 1:00,60   |                  |
| 35.       | 5       | 6    | Karolína Hájková        | Eslováquia               | 1:00,60   |                  |
| 37.       | 4       | 7    | Tatiana Salcutan        | Moldávia                 | 1:00,68   |                  |
| 38.       | 5       | 8    | Lushavel Stickland      | Samoa                    | 1:01,19   |                  |
| 39.       | 7       | 9    | Fanny Teijonsalo        | Finlândia                | 1:01,27   |                  |
| 40.       | 5       | 1    | Gabi Grobler            | África do Sul            | 1:01,96   |                  |
| 41.       | 5       | 9    | Amel Melih              | Argélia                  | 1:02,03   |                  |
| 42.       | 4       | 1    | Inés Remersaro          | Uruguai                  | 1:02,50   |                  |
| 43.       | 4       | 5    | Caylee Watson           | Ilhas Virgens Americanas | 1:02,53   |                  |
| 44.       | 4       | 6    | Kimiko Raheem           | Sri Lanka                | 1:02,70   |                  |
| 45.       | 3       | 6    | Celina Marquez          | El Salvador              | 1:02,79   |                  |
| 46.       | 3       | 4    | Lauren Hew              | Ilhas Caimã              | 1:03,35   | Recorde nacional |
| 47.       | 5       | 0    | Natthanan Junkrajang    | Tailândia                | 1:03,36   |                  |
| 48.       | 4       | 4    | Alexus Laird            | Seicheles                | 1:03,60   |                  |
| 49.       | 3       | 3    | Anastasia Bogdanovski   | Macedônia do Norte       | 1:03,94   |                  |
| 50.       | 4       | 8    | Maana Patel             | Índia                    | 1:04,33   |                  |
| 51.       | 4       | 2    | Jade Howard             | Zâmbia                   | 1:04,35   |                  |
| 52.       | 3       | 5    | Danielle Titus          | Barbados                 | 1:04,82   |                  |
| 53.       | 4       | 0    | Maria Arrua             | Paraguai                 | 1:05,13   |                  |
| 54.       | 4       | 9    | Mónica Ramírez Abella   | Andorra                  | 1:05,33   |                  |
| 55.       | 3       | 0    | Maeform Borriello       | Honduras                 | 1:05,71   |                  |
| 56.       | 2       | 2    | Alma Castillo           | Paraguai                 | 1:06,04   |                  |
| 57.       | 3       | 7    | Lea Ricart Martinez     | Andorra                  | 1:06,58   |                  |
| 58.       | 3       | 2    | Britheny Joassaint      | Haiti                    | 1:06,96   |                  |
| 59.       | 3       | 8    | Alison Jackson          | Ilhas Caimã              | 1:07,30   |                  |
| 60.       | 2       | 4    | Enkhkhuslen Batbayar    | Mongólia                 | 1:08,24   | Recorde nacional |
| 61.       | 2       | 3    | Tiareth Cijntje         | Curaçau                  | 1:08,50   |                  |
| 62.       | 2       | 1    | Colleen Furgeson        | Ilhas Marshall           | 1:09,39   |                  |
| 63.       | 3       | 1    | Rahaf Baqleh            | Jordânia                 | 1:10,03   |                  |
| 64.       | 2       | 6    | Gabby Gittens           | Antígua e Barbuda        | 1:12,02   |                  |
| 65.       | 2       | 7    | Shanice Paraka          | Papua-Nova Guiné         | 1:12,55   |                  |
| 66.       | 1       | 4    | Osisang Chilton         | Palau                    | 1:13,67   |                  |
| 67.       | 2       | 9    | Ammara Pinto            | Malawi                   | 1:15,35   |                  |
| 68.       | 2       | 8    | Ruthie Long             | Ilhas Marshall           | 1:15,47   |                  |
| 69.       | 1       | 5    | Aishath Sausan          | Maldivas                 | 1:15,76   |                  |
| 70.       | 1       | 6    | Robyn Young             | Essuatíni                | 1:16,25   |                  |
| 71.       | 1       | 3    | Angel de Jesus          | Marianas Setentrionais   | 1:20,90   |                  |
| 72. !     | 2       | 5    | Dara Al-Bakry           | Jordânia                 | 9:99,99 ! | DNS              |
| 72. !     | 3       | 9    | Jamaris Washshah        | Ilhas Virgens Americanas | 9:99,99 ! | DNS              |

### Semifinal
A semifinal  ocorreu dia 6 de dezembro. 

#### Semifinal 1
| Colocação | Raia | Nome            | Nacionalidade | Tempo | Notas |
| --------- | ---- | --------------- | ------------- | ----- | ----- |
| 1.        | 5    | Emily Seebohm   | Austrália     | 56,44 | Q     |
| 2.        | 4    | Katinka Hosszú  | Hungria       | 56,74 | Q     |
| 3.        | 3    | Kathleen Dawson | Reino Unido   | 57,03 | Q     |
| 4.        | 6    | Daryna Zewina   | Ucrânia       | 57,07 | Q     |
| 5.        | 7    | Emi Moronuki    | Japão         | 57,23 |       |
| 6.        | 2    | Kira Toussaint  | Países Baixos | 57,73 |       |
| 7.        | 8    | Sayaka Akase    | Japão         | 57,85 |       |
| 8.        | 1    | Andrea Berrino  | Argentina     | 58,48 |       |

#### Semifinal 2
| Colocação | Raia | Nome             | Nacionalidade  | Tempo | Notas |
| --------- | ---- | ---------------- | -------------- | ----- | ----- |
| 1.        | 4    | Kylie Masse      | Canadá         | 56,19 | Q     |
| 2.        | 3    | Georgia Davies   | Reino Unido    | 56,69 | Q     |
| 3.        | 5    | Alexandra DeLoof | Estados Unidos | 56,70 | Q     |
| 4.        | 6    | Mie Nielsen      | Dinamarca      | 56,96 | Q     |
| 5.        | 2    | Hellen Moffitt   | Estados Unidos | 57,22 |       |
| 6.        | 1    | Simona Baumrtová | Chéquia        | 57,68 |       |
| 7.        | 8    | Chen Jie         | China          | 57,86 |       |
| 8.        | 7    | Minna Atherton   | Austrália      | 57,99 |       |

### Final
A final teve sua disputa realizada em 7 de dezembro. 
| Colocação         | Raia | Nome             | Nacionalidade  | Tempo | Notas |
| ----------------- | ---- | ---------------- | -------------- | ----- | ----- |
| Medalha de ouro   | 2    | Katinka Hosszú   | Hungria        | 55,54 |       |
| Medalha de prata  | 4    | Kylie Masse      | Canadá         | 56,24 |       |
| Medalha de bronze | 3    | Georgia Davies   | Reino Unido    | 56,45 |       |
| 4.                | 5    | Emily Seebohm    | Austrália      | 56,46 |       |
| 5.                | 1    | Kathleen Dawson  | Reino Unido    | 56,73 |       |
| 6.                | 6    | Alexandra DeLoof | Estados Unidos | 56,80 |       |
| 7.                | 7    | Mie Nielsen      | Dinamarca      | 56,93 |       |
| 8.                | 8    | Daryna Zewina    | Ucrânia        | 57,28 |       |

Legenda
| Recorde mundial       | Recorde mundial (World record)               |                       | Recorde africano                      | Recorde africano (African) |                                           | Q | Classificado por posição (Qualified) |
| Recorde do campeonato | Recorde do campeonato (Championship record)  | Recorde da América    | Recorde da América (Americas)         | q                          | Classificado por melhor tempo (Qualified) |   |                                      |
| Melhor marca do ano   | Melhor marca do ano (World leading)          | Recorde asiático      | Recorde asiático (Asian)              | DNS                        | Não largou (Did not start)                |   |                                      |
| Recorde nacional      | Recorde nacional (National record)           | Recorde europeu       | Recorde europeu (European)            | DNF                        | Não terminou (Did not finish)             |   |                                      |
| Recorde pessoal       | Recorde pessoal do atleta (Personal best)    | Recorde da Oceania    | Recorde da Oceania (Oceania)          | DSQ / DQ                   | Desclassificado (Disqualified)            |   |                                      |
| Recorde da temporada  | Recorde da temporada do atleta (Season best) | Recorde sul-americano | Recorde sul-americano (South America) | NM                         | Sem marca (No mark)                       |   |                                      |